# 额尔登布拉格苏木
额尔登布拉格苏木，是中华人民共和国内蒙古自治区巴彦淖尔市乌拉特前旗下辖的一个乡镇级行政单位。

## 行政区划
额尔登布拉格苏木下辖以下地区：
阿力奔嘎查、赛湖洞嘎查、阿日齐嘎查、白彦花嘎查、公忽洞嘎查、西羊场嘎查和巴音温都尔嘎查。